# L'Odyssée de l'empathie
L'Odyssée de l'empathie est un documentaire français d'investigation coréalisé par Michel Meignant, cinéaste et thérapeute, et Mario Viana, chef-monteur. Ce documentaire fait le constat que deux enfants meurent chaque jour en France faute notamment d'une loi nécessaire contre la maltraitance sur mineur en France. Il montre que grâce à une telle loi la violence a reculé dans d'autres pays tels que la Suède.
Sorti le 5 novembre 2015, ce documentaire (1h45) cherche à expliquer ce qui fait que les humains peuvent être violents, en particulier au sein même de la famille, et comment, par une parentalité positive et une éducation bienveillante, il est possible d'en finir avec cette violence éducative ordinaire.
Ce film documentaire a pu voir le jour grâce à la campagne de financement participatif réalisée sur la plateforme Touscoprod. En tout, 1500 personnes ont contribué au financement de celui-ci, ce qui permit à la fois sa réalisation mais également sa projection dans plus de 400 villes et villages partout en France avec une moyenne de 200 personnes par séance. La réussite de ce film, vu par environ 40 000 personnes, a motivé l'équipe technique à réaliser une suite appelée Les Chemins de l'empathie. Son financement a quant à lui été réalisé sur KissKissBankBank.

## Synopsis
Via de nombreux avis, points de vue, de scientifiques en neurosciences, d'un moine bouddhiste Matthieu Ricard, d'un penseur agroécologiste Pierre Rabhi et bien d'autres, ce film tient à nous montrer qu’une enfance heureuse serait à l’origine de l’empathie.
Cette empathie et cette bienveillance permettraient à nos enfants de devenir des adultes plus respectueux de leurs semblables, des animaux et de la nature ; en somme des personnes à leur tour moins violentes. Peut-être serait-ce là le début d'un cercle vertueux ?

## Fiche technique
- Réalisateurs : Michel Meignant et Mário Viana
- Producteur délégué : Jean-Michel Gode
- Chef monteur : Mário Viana
- Assistante de réalisation : Laure Mann
- Ingénieur du son : Jean-Christophe Barras
- Infographie : Cécile Meignant
- Assistante artistique : Claire Chance
- Étalonnage : Jérôme Validire
- Musiques : El Sistema (Simon Bolivar Youth Orchestra), Ode à la joie de Beethoven, Canon de Pachelbel

## Intervenants
- Arnaud Deroo[2], consultant en éducation psycho-sociale, auteur de Dessine-moi un parent et Abécédaire de la bien-traitance en crèche
- Marylène Patou-Mathis
- Muriel Salmona
- Pierre Rabhi
- José Antonio Abreu
- Gustavo Dudamel
- Marion Cuerq
- Isabelle Filliozat[3], psychothérapeute, directrice de l’École des intelligences relationnelle et émotionnelle, auteur de Il me cherche. Comprendre ce qui se passe dans son cerveau entre 6 et 11 ans
- Catherine Gueguen[4], pédiatre et auteure du livre Pour une enfance heureuse. Repenser l’éducation à la lumière des dernières découvertes sur le cerveau
- Matthieu Ricard
- Thomas d'Ansembourg
- Edwige Antier
- Jacqueline Cornet[5], fondatrice de l’association Ni claque, ni fessée, auteur de Faut-il battre les enfants ?
- Sophie Rabhi-Bouquet [6], enseignante et fondatrice de l'écovillage Le Hameau des Buis, la ferme des enfants
- Nadine Arié, médecin retraité, écoutante de S.O.S. Amitié
- Cornelia Gauthier[7], psychothérapeute de la violence éducative, auteur de Victime ? Non, merci ! et Sommes-nous tous des abusés ?
- Claudine André
- Joseph Weismann